# بحيرة مسعدة

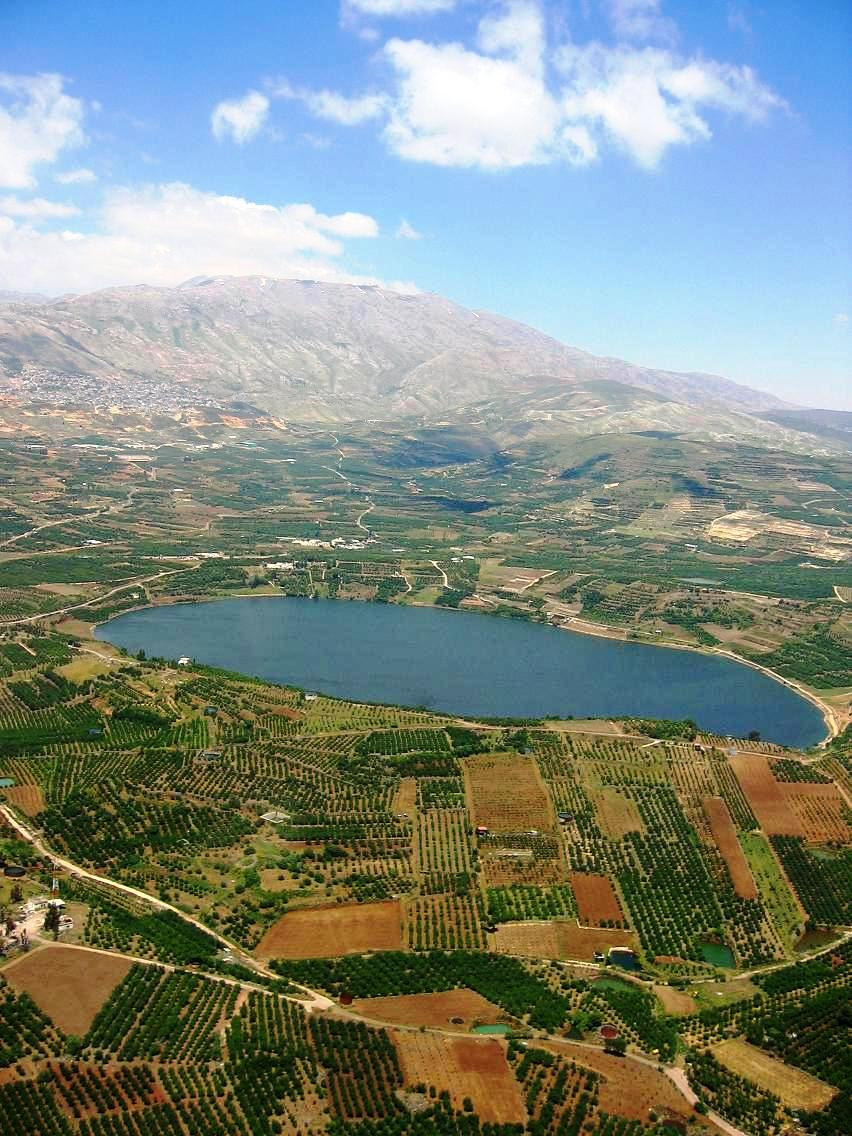
بحيرة مسعدة ويظهر في الخلفية جبل الشيخ

بحيرة مسعدة هي بحيرة بركانية تقع في الجولان بسوريا على ارتفاع 950 متراً، يشكل المصدر الأكبر لمياهها ذوبان الثلوج والأمطار، وتغذيها بعض الينابيع في محيطها.
تتغذى البحيرة من مياه الإمطار والمياه الجوفية، وتعتبر إحدى أكبر المجمعات المائية الرئيسية في الجولان المحتل. تصل سعتها إلى 7 ملايين كوب من المياه، وتقع على ارتفاع 940متر عن سطح البحر.
صادرها الاحتلال الإسرائيلي بعد احتلال الجولان في حرب 1967 رغم اعتماد السكان عليها كمصدر رئيسي لري بساتينهم. واعتمدت سلطات الاحتلال على بيع السكان السوريين أقل من نصف كميات المياه المتوفرة بالبركة بأثمان باهظة، لتنقل ما تبقى إلى المستوطنين الإسرائيليين الموزعين على أرض الجولان المحتل.